# Paatsjoki
Paatsjoki (norw. Pasvikelva, ros. Паз lub Патсойоки, płn.-lap. Báhčeveaijohka, skolt Paaččjokk) – rzeka w północnej Finlandii (Laponia), Norwegii (Finnmark) i Rosji (obwód murmański). Długość 145 km (2 km w Finlandii, 28 km w Rosji, 112 km – granica rosyjsko-norweska, 3 km w Norwegii), powierzchnia zlewni 18 404 km². 
Paatsjoki wypływa z jeziora Inari w Finlandii i płynie na północ do fiordu Varangerfjord koło Kirkenes, gdzie uchodzi do Morza Barentsa. Od 1947 stanowi granicę norwesko-rosyjską. Na rzece działa siedem elektrowni wodnych. Bogate łowiska łososia.

## Elektrownie wodne
Na rzece znajduje się 7 elektrowni wodnych, w tym 3 na terenie Rosji i 4 na granicy rosyjsko-norweskiej. 5 spośród tych elektrowni należy do Rosji, 2 do Norwegii. Są to (od jeziora Inari w stronę ujścia):
- Kaitakoski (Rosja)
- Jäniskoski (Rosja)
- Rajakoski (Rosja)
- Hevoskoski (Rosja)
- Skogfoss (Norwegia)
- Melkefoss (Norwegia)
- Boris Gleb (Rosja)

Elektrownia Jäniskoski została wybudowana w latach 1938–42 na terenach należących wówczas do Finlandii. Jest to najstarsza z elektrowni na rzece. Obszar wokół elektrowni został przekazany Związkowi Radzieckiemu na mocy umowy z 1947 roku.